# Kap Bambino
Kap Bambino – duet z Bordeaux grający muzykę elektroniczną, założony w 2001 roku przez Oriona Bouvier i Caroline Martial.
Poza Kap Bambino muzycy działają w innych projektach: Groupgris (Bouvier) i Khima France (Martial).

## Dyskografia

### Płyty długogrające
- 2002 – Love (wwilko)
- 2006 – Zero Life, Night Vision (wwilko)
- 2008 – Zero Life, Night Vision 12' (Alt < Del)
- 2009 – Blacklist (Alt < Del)

### Epki
- 2002 – NAZ4 (wwilko)
- 2005 – Neutral (wwilko)
- 2007 – New Breath / Hey! (Alt < Del)
- 2008 – Save / Krak Hunter (Alt < Del)